# تد آدامز
تد آدامز (انگلیسی: Ted Adams (footballer)؛ ۳۰ نوامبر ۱۹۰۶ – ۱۹۹۱) یک بازیکن فوتبال، و دروازه‌بان (فوتبال) بود.
از باشگاه‌هایی که در آن بازی کرده است می‌توان به باشگاه فوتبال برنلی، باشگاه فوتبال بارو، و باشگاه فوتبال رکسهام اشاره کرد.